# Aeroportul Osh
Aeroportul Osh (IATA: OSS, ICAO: UAFO) este un aeroport din Oș, Kârgâzstan ce deservește zona Oș. Aeroportul a fost tranzitat în 2019 de 1.499.561 de pasageri. A fost numit după zona deservită.
Situat la o altitudine de 892 m, aeroportul dispune de 1 pistă.

## Infrastructură

### Piste
Aeroportul dispune de o singură pistă. Pista are orientarea 12/30.